# هانیسکا موتوانی
هانیسکا موتوانی (انگلیسی: Hansika Motwani؛ زادهٔ ۹ اوت ۱۹۹۱) یک هنرپیشه اهل هند است.
وی بازیگر فیلم‌هایی همچون زمانی خشو هم عروس بود بوده است.

## فیلم‌شناسی
فهرست برخی از فیلم‌هایی که هانیسکا موتوانی در آنها به ایفای نقش پرداخته است:
- زمانی خشو هم عروس بود
- ببر
- سینگام ۲
- پول باشه یار هم میاد
- پسر باهوش
- ما که هستیم؟
- داماد
- اوه دوست من
- هوا
- جاگو
- بوگان
- پنج پانداوا و یک زنبور عسل
- بریانی
- تو باید با آتیش کار کنی کومار
- ۱۰۰
- شادی شما
- کاخ ۲